# 胡忠相
胡忠相（1871年10月27日—1945年5月31日），字獻之（憲之），貴州遵義人。護國戰爭黔軍重要將領。遵義市及貴州省的文物保護單位胡公館（胡氏莊園）的主人。長期參與及資助社會、文化及公益活動，支持並参与《子午山纪游册》的创作及出版。
胡忠相一生身處中國積貧積弱內憂外患的動盪年代，其人生軌跡被動或主動地經歷了福閒鄉紳、軍伍護國、功成歸隱、結廬續家、修文濟民等一系列戲劇性的風雨彩虹。終能福蔭鄉澤、頤養天年。

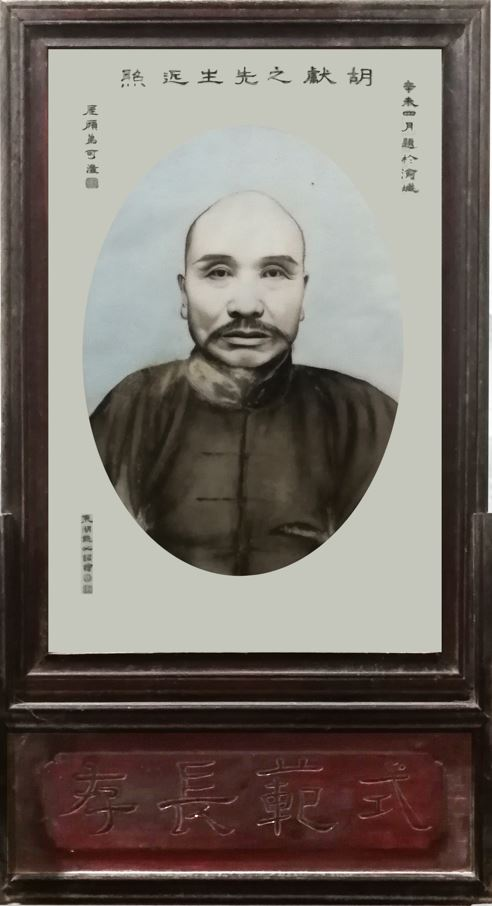
胡献之先生近照，1931年于重庆。
上为“胡獻之先生近照”，
右为“辛未四月題于渝城”
左为“厔庼弟可澄【印】”，任可澄：民国初贵州的一位风云人物，清末举人，政治家、教育家、学者。主持续修《贵州通志》。1926年被民國政府聘為教育總長。
像架下刻“式範長存”

## 生平

### 護國戰爭黔軍重要將領
胡忠相於1906年已過而立之年，弃闲从戎以庠生（秀才）資格入保定陸軍軍官學堂/北洋陆军速成学堂第一期，於1909年毕业，1910年獲輜重科上等，照章补辎重兵副军校。1911年於黔北招募周西成、毛光翔等入伍黔軍。在1912年受时任貴州都督的唐繼堯邀請出任貴陽講武堂教官，而後主政貴州的周西成、王家烈等人此時正就讀於講武堂。 
1915年被授爲陸軍輜重兵少校，1916年1月由军校监学调任貴州陸軍歩兵第六團團附长。同年2-3月臨戰接替因不願討袁而出走的六團長和繼聖，擔任第六團代團長參加蔡鍔發起的討袁護國戰爭。在綦江之战中，任護國軍第一军（滇黔聯軍）右翼軍右支隊指揮，率部兵出松坎，激戰北洋軍於川南，攻克青羊寺，協防分水嶺。綦江戰場捷電頻傳，一戰成名。蔡锷当时对护国战场中黔军的战绩曾公允地评价：“黔军此次分出川、湘，苦战辛劳，每能出奇制胜，以少胜多，略地千里，迭复名城。致强虏胆丧，逆贼心催，功在国家，名垂不朽”。
1917任暫編貴州混成旅步兵第二團團長，同年随该旅保护被任命為四川省長兼督軍的戴戡入川，7月參與了对入川黔军来说九死一生的川滇黔战争，所幸能全身而退。1918年调任黔军二师参谋长，不久黔军二师在黔军内部争斗中被裁撤，从此未出现在黔军正式建制中。應該是厭倦了無意義的戰場殺伐和權謀爭鬥，淡出軍界。在接下来持续多年的黔军内斗及西南多省间的军阀混战的相关记录中，能找到与其相关的记载只有在周西成主政期間，作為幕后顧問，1925年荣加少將軍銜。其间（1922-1923年）曾把初到重庆、已近身无分文的遵义后辈同乡劉健群接到家里免费食宿，并安置其进入黔军军法处工作，助其事业起步（劉后成为力行社唯一的非黄埔魁首，1950年當選立法院院長）。1928年出任由劉湘與周西成聯合在重慶組建的川黔軍聯合辦事處黔方代表。

### 修建私宅胡公館
根據胡忠相在1914年（民国三年十二月）為其七世祖胡賢積（入黔始祖）撰寫的碑文所記，其家族系屬湖南邵陽秋田胡氏，唐朝詩人胡曾的後人。胡賢積原籍湖南寶慶府邵陽縣，清康熙年間貿易來播（遵義故稱播州），其長子胡禮仁選桶井壩（今遵義蝦子鎮清坪村），到胡忠相時，其家族已在當地繁衍7代，歷經200多年。1918年，胡忠相年近半百不再担任一线军职，开始在家乡修建私宅山庄，歷经十載修建完成（而这十年正好就是西南军阀发展的鼎盛时期及军阀混战的重要阶段）。其時与胡忠相有師生之誼的貴州省主席兼二十五軍軍長周西成送书有“陸軍少將第，忠相恩师府第落成”的金字黑漆巨匾，莊園主人則自名為“怡廬”，篆刻于前院入口的照壁之上，字的下面配有反应當地沙灘文化所崇尚「漁樵耕讀」的浮雕。背面上书“棠棣增榮”四字，出自胡忠相好友，民国时期遵义杰出文化人物，沙滩文化传人趙愷（迺康）的手笔。公館过廳的房樑上畫有兼具中西文化印記的「書劍修福」，反映出主人追求中西合璧及文治武功的心境。

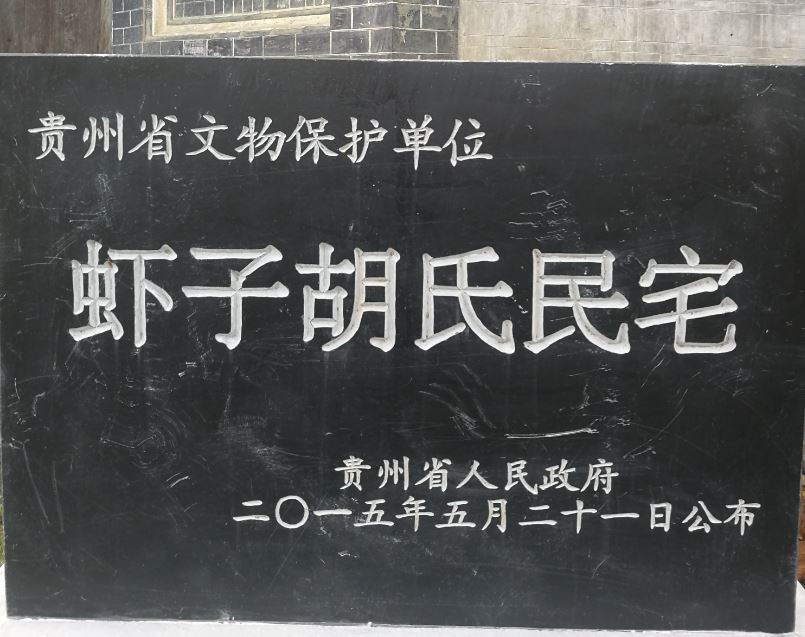

莊園坐北向南，依山傍水，建築群主體是傳統木結構的青瓦房，雙四合院佈局，一樓一底，佔地約六畝，有前院、主院及东西侧院。建築佔地約一畝。有正房五间、耳房四间、左右廂房各五间、饭厅两间、客厅三间，加上过厅、书楼及辅助用房等共30餘間。房屋結構考究，雕工精細，樓宇錯落有致。外以青磚砌牆環繞。
胡忠相深受遵義當地沙灘文化及文化名人的薰陶，崇尚和致力於保護和弘揚當地文化，曾于1937年在其山庄接待了参加首次祭奠鄭莫黎三先生活動的政府官員及社會名流。并於1941年2月2日（辛巳年正月初七「人日」）到1941年2月6日間，邀請同鄉好友趙愷（字迺康），浙大教師豐子愷、雁荡才子李瑜（字子瑾）等訪怡廬、共遊子午山並同謁鄭莫黎三先生墓。五天的遊歷的所見，所思及所感催生了大部分《紀游冊》中的詩、詞、文和畫。其中許多創作都出自在莊園期間的即席、即景和即興。
新中國成立後，莊園曾用於辦學長達约半個世紀，最多的时候有师生近400人。其间庄园的部分空房子，曾被用来安置给一些家境困难的百姓安身。直到了21世紀初，農村學校調整，莊園所在的學校停辦。2003年12月被列為遵义市級文物保護單位，2015年5月被列為贵州省級文物保護單位。

### 支持中共遵义县临委、红军游击队度過難關
據中共貴州省委、遵義市委、縣委、地委等多份黨史資料的記載，1936年中共遵义县临委曾在遭到破坏的为难关头联络胡忠相帮助渡过难关。胡忠相与其侄子胡华生（曾任区长）、童少奇（曾任区长）、陈相余、杨云甫、夏清河等地方知名人士为中共红军遵湄绥游击队筹集了一批枪弹和钱粮，使游击队很快发展壮大

### 長期积极参与、資助和组织各种社會救济和文化保护活动
胡忠相乐于助人，在当地年长的百姓中流传着不少其乐善好施的善举。在其庄园附近修建学校及通往学校的道路。供当地孩子免费上学，被当地人叫做学堂堡。同时也是寺庙以供养出家人。还在附近修建花山场集市。两处遗迹目前都还在。在逢年过节“放米”来接济贫困百姓，为江湖名医李群仙提供长期免费食宿。据《沙滩村志》载：在沙滩有座跨越乐安江的平远桥。同治十年（1871年）夏，桥毁于大水，禹门人集资培修，因资金不足而停工，后由胡忠相独自出资续修，历时三月完工。1959年大桥损坏，1960年重修。1968年，政府在桥下游的50米处新建石拱大桥，命名沙滩桥。原桥被拆除。仅存桥基现已没入水底。如今只能在两岸依稀可寻部分石头基础。
1937年抗日战争爆发，贵州因其特殊的地理位置成为难民流亡的重要聚集地和中转站，难民问题十分严峻。已是66岁高龄的胡忠相，于1937年出任遵義縣老殘救濟院首任院長直至致仕之年（70岁，1941年）。
胡忠相深受遵義當地沙灘文化的薰陶，崇尚并致力於保護和弘揚當地文化，曾于1937年的4月19日和20日，連續兩天在其山庄宴请及接待了参加首次祭奠鄭莫黎三先生活動的政府官員及社會名流。
据浙大校长竺可桢1940年的日记记载，胡忠相（宪之）曾作为遵義士紳主要代表积极支持和协助浙大搬迁遵义和湄潭的工作。在1940年1月至5月先后5次和竺可桢校长见面。于5月6日至8日，已是年近古稀的胡忠相不辞辛苦陪同竺可桢一行，沿途近7个小时驱车到湄潭考察及协调浙大搬迁湄潭的相关事宜。在8日回程的途中，胡忠相与竺可桢并坐驾驶室，其间介绍了遵义当地的文化名人赵乃康等。5月10日，胡宪之再次来访竺可桢，邀请在下星期到禹门寺考察，并探讨了浙大在禹门寺办一年级的相关事宜。虽然浙大在禹门寺办学的事情后续没有进展，但也反映了胡忠相积极促成其家乡禹门和浙大互利共赢的热情和努力。
另據《子午山紀游冊》記載，胡忠相（獻之）於1941年2月2日（辛巳年正月初七「人日」）到1941年2月6日間，邀請同鄉好友趙愷（字迺康），浙大教師豐子愷、雁荡才子李瑜（字子瑾）、長沙羅展（字巴山）、江蘇武進馮勵青訪其山莊（怡廬）、共遊子午山並同謁鄭莫黎三先生墓。五天的遊歷的所見，所思及所感催生了大部分《紀游冊》中的詩、詞、文和畫。其中許多創作都出自在莊園期間的即席、即景和即興。其中还收录了胡忠相一首「山莊即事」。《紀游冊》的跋中专门頌揚了胡忠相長期守護、修葺鄭珍、莫友芝、黎庶昌沙滩三贤墓地的善舉，以及盛情款待來訪客人之行誼。并感謝了包括胡獻之在内的15位《紀游冊》出資人。
1941年11月響應[一元獻機]運動，傾以其壽儀（70壽辰）兩千元全數捐獻，縣府呈請予以嘉獎。
胡忠相於1945年5月去世，享年74歲。

## 作品
- 胡公館（胡氏莊園）[27]
- 诗文“山莊即事”收于《子午山紀遊冊》[1]

## 人物评价
胡忠相是沙灘文化孕育的一代英才，除了他參加倒袁護國的軍旅生涯，他也長期從事福利救助、文化傳承等活動。他告老還鄉後依然崇尚沙灘文化，長期出資協助對鄭珍、莫友芝、黎庶昌的墓地進行修繕保護和宣傳紀念活動，是《子午山紀遊冊》的主要推手。為鄉邦文化事業多有貢獻。
致力地方文化建設的貴州歷史文獻研究會副理事長李連昌，多年來重視宣傳挖掘胡氏文化及胡公館的文物價值。自上個世紀就曾多次造訪胡公館及胡氏後人，留下許多寶貴的文字資料，其中包括其參與發動村民阻止對胡公館的變賣交易。其詩作《謹題落石台胡公館》體現了其作為文史工作者對胡忠相一生的客觀評價。
謹題落石台胡公館
始祖湘黔駕賈舟，清康七遞至君侯。
北洋發軔入行伍，黔省雲程作教頭。
護國領軍先遣隊，建功息影怡和樓。
修文積德聞鄉裡，一代梟雄風節留。